# Shatranj

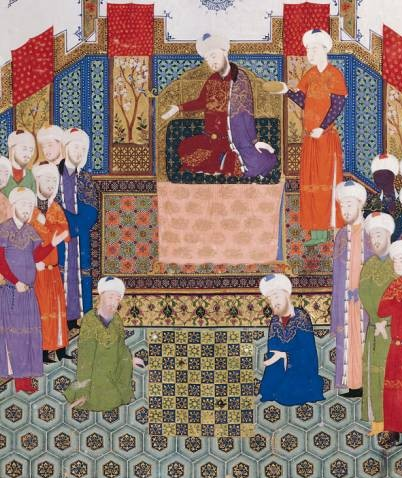
Hai người chơi shatranj trong một bức tranh thu nhỏ của Shahnameh năm 1430

Shatranj (xa-xan) là một dạng cờ cổ, được chơi ở Đế quốc Sasan. Nguồn gốc của trò chơi này bắt nguồn từ Saturanga của Ấn Độ. Cờ vua dần dần phát triển từ trò chơi này, khi nó được du nhập vào châu Âu bởi những người tiếp xúc ở Al-Andalus, Tây Ban Nha và ở Sicilia vào thế kỷ thứ 10.

## Quân cờ

### Vua
Vua di chuyển một bước theo mọi hướng tương tự quân Vua trong Cờ vua. 

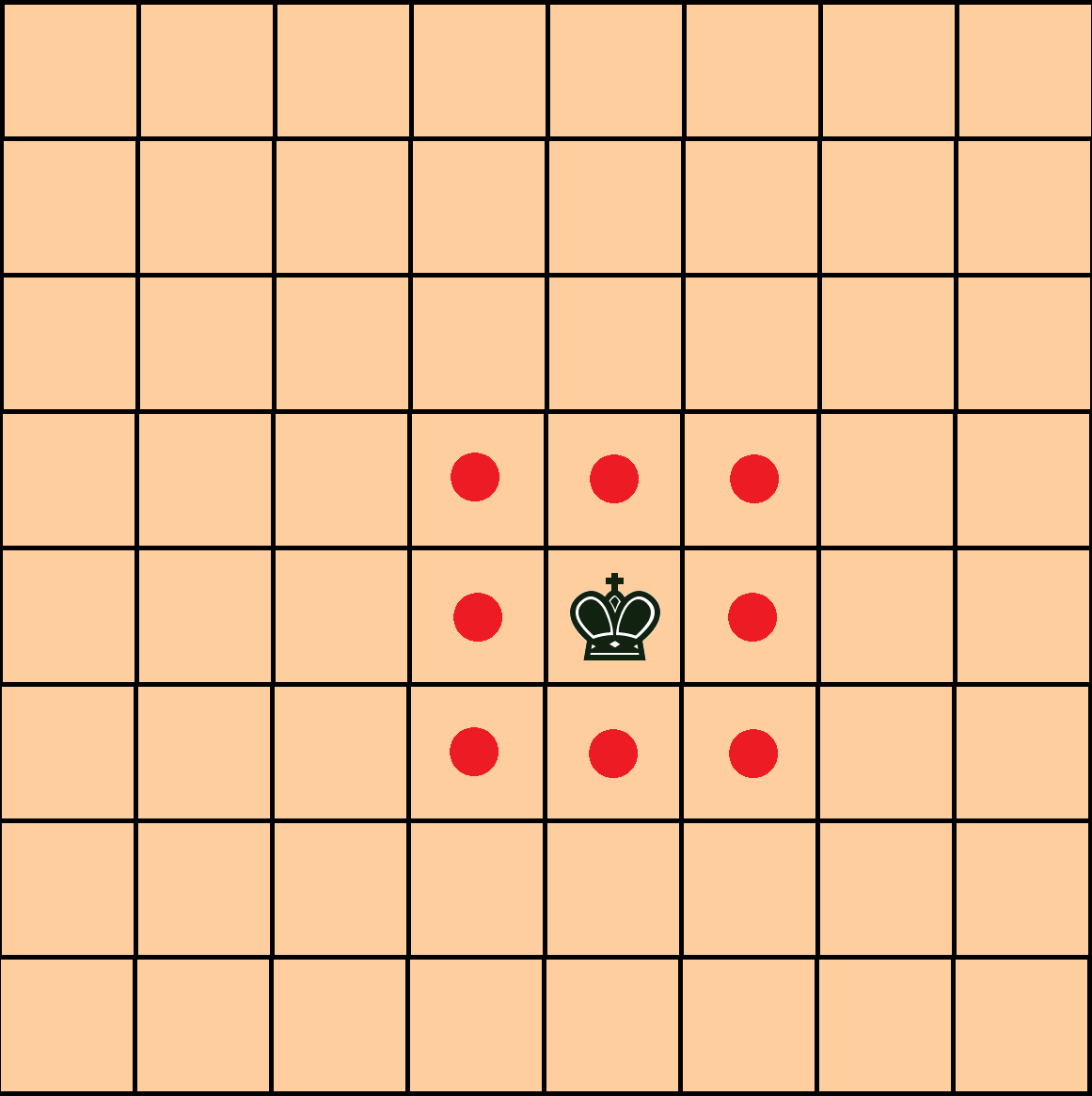
Cách di chuyển của Vua

### Sĩ
Sĩ di chuyển một bước theo mọi hướng chéo tương tự quân Sĩ trong Cờ tướng.

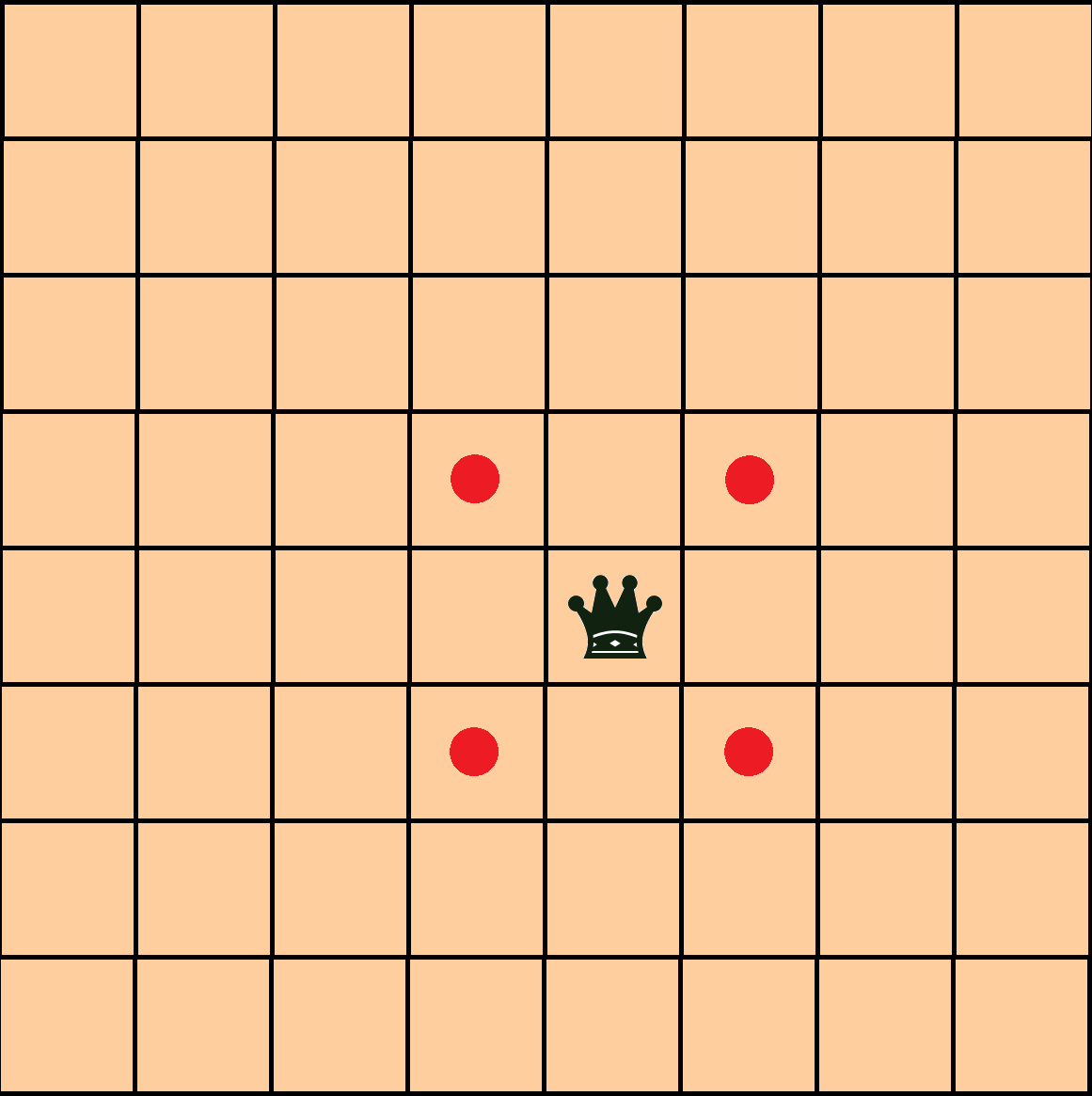
Cách di chuyển của Sĩ

### Tượng
Tượng di chuyển 2 bước theo mọi hướng chéo tương tự quân Tượng trong Cờ tướng nhưng khác ở chỗ là Tượng của Shatranj không bị cản.

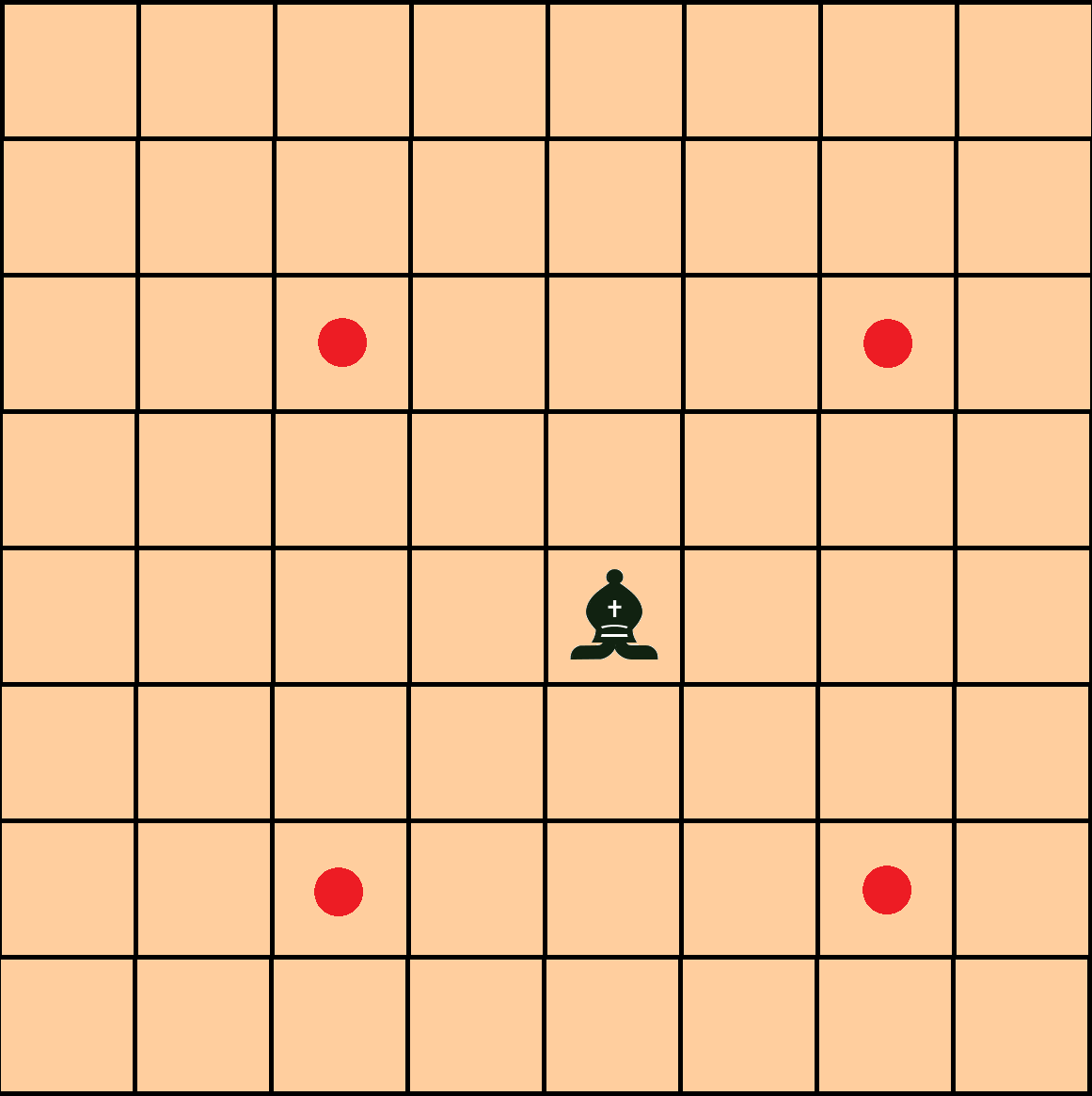
Cách di chuyển của Tượng

### Mã
Mã di chuyển tới các ô còn trống hoặc các ô mà quân của đối phương đang đứng tương tự Mã trong Cờ vua, khi bắt đầu chơi người chơi sẽ đặt quân Mã ở hàng dưới cùng phía họ cạnh quân Xe và tượng.

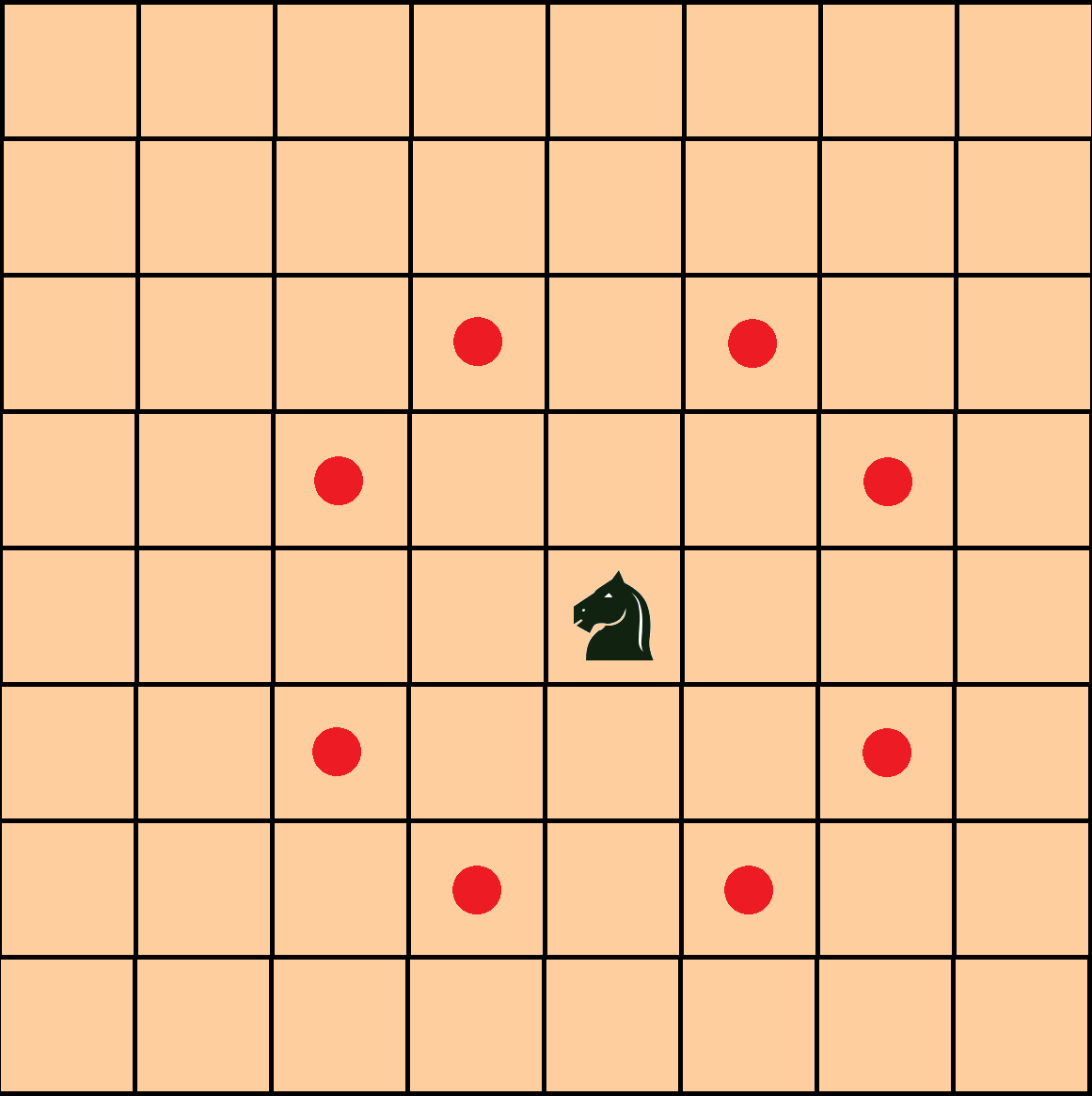
Cách di chuyển của Mã

### Xe
Xe có thể di chuyển số bước tùy ý theo mọi hướng ngoài trừ hướng chéo tương tự Xe trong Cờ vua, khi xếp quân thì mỗi người chơi sẽ xếp quân 2 Xe ở 2 góc bàn cờ phía họ.

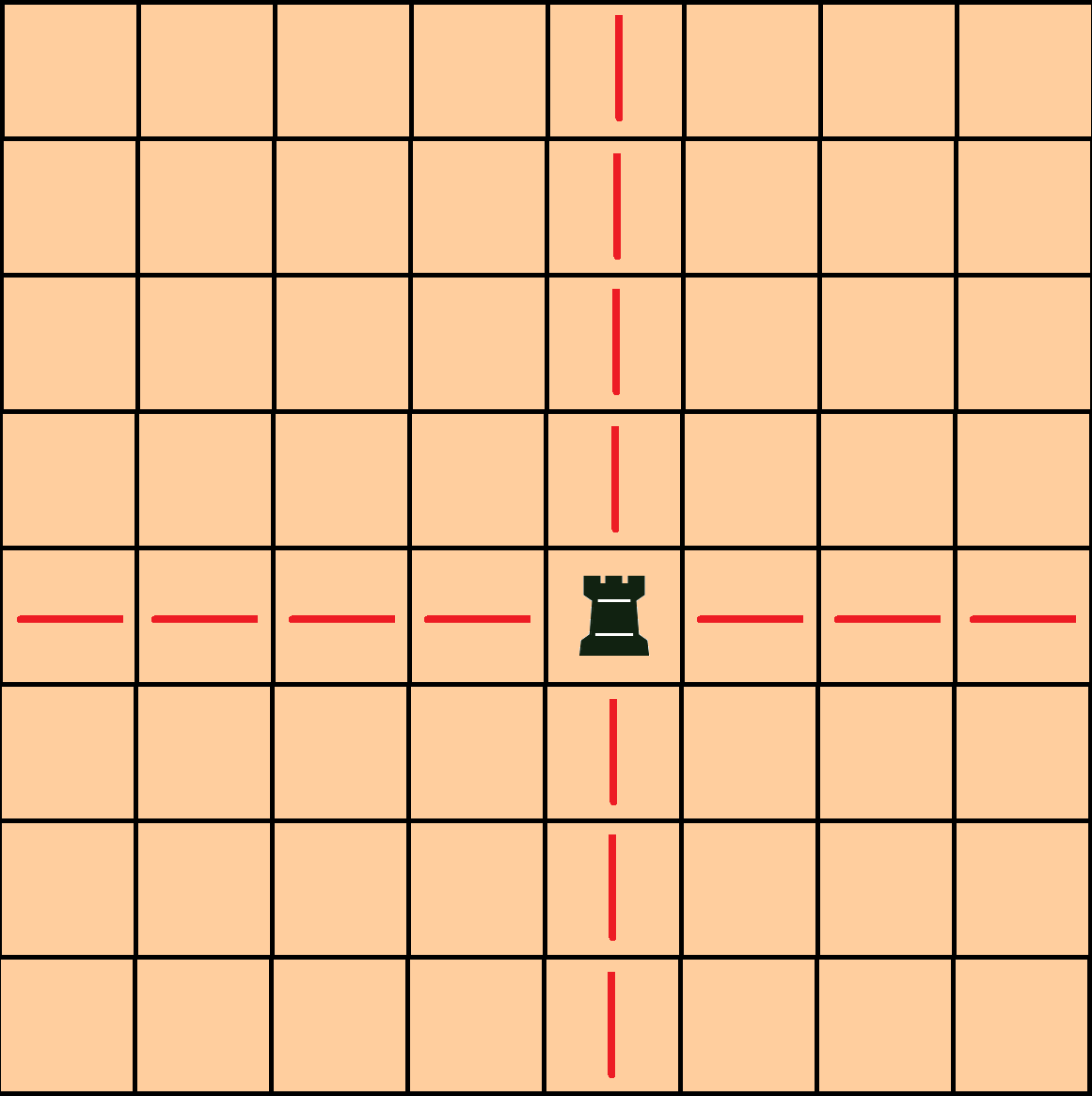
Cách di chuyển của Xe

### Tốt
Tốt di chuyển một bước về phía trước và bắt quân một bước theo hai đường chéo phía trước, Tốt được phong thành quân Sĩ khi di chuyển tới hàng cuối cùng của bàn cờ

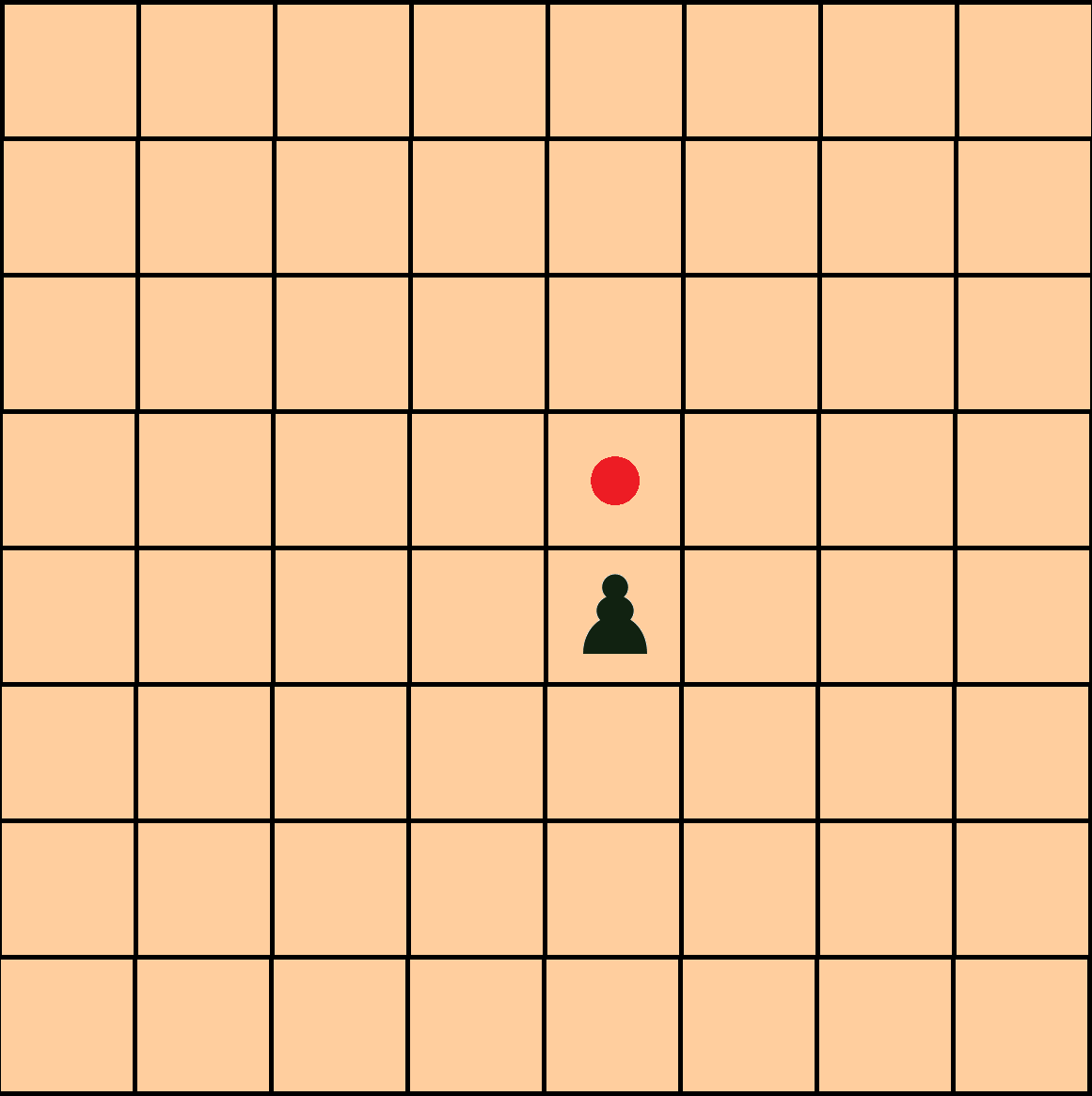
Cách di chuyển của Tốt

### Giá trị các quân
Al-Adli một kỳ thủ Shatranj cung cấp ước tính giá trị các quân cờ trong sách về shatranj. Al-Adli đã sử dụng một hệ thống để xác định giá trị quân cờ như sau:
| Quân cờ | Điểm |
| ------- | ---- |
| Vua     | 2    |
| Xe      | 5    |
| Mã      | 3    |
| Sĩ      | 2    |
| Tượng   | 2    |
| Tốt     | 1    |

## Bàn cờ và luật chơi
Mục tiêu của trò chơi là chiếu bí vua của đối thủ hoặc bắt hết sạch quân của đối thủ, ttrong trường hợp người chơi bắt hết quân đối thủ mà người chơi chỉ còn lại một quân thì đối phương sẽ có được một cơ hội bắt lại quân thì ván cờ đó sẽ có kết quả hòa, trong hình cờ hết nước đi người chơi bị hết nước đi sẽ bị xử thua.
Khi bắt đầu xếp quân thì vị trí của quân Vua và quân Sĩ được xếp là không cố định như trong Cờ vua

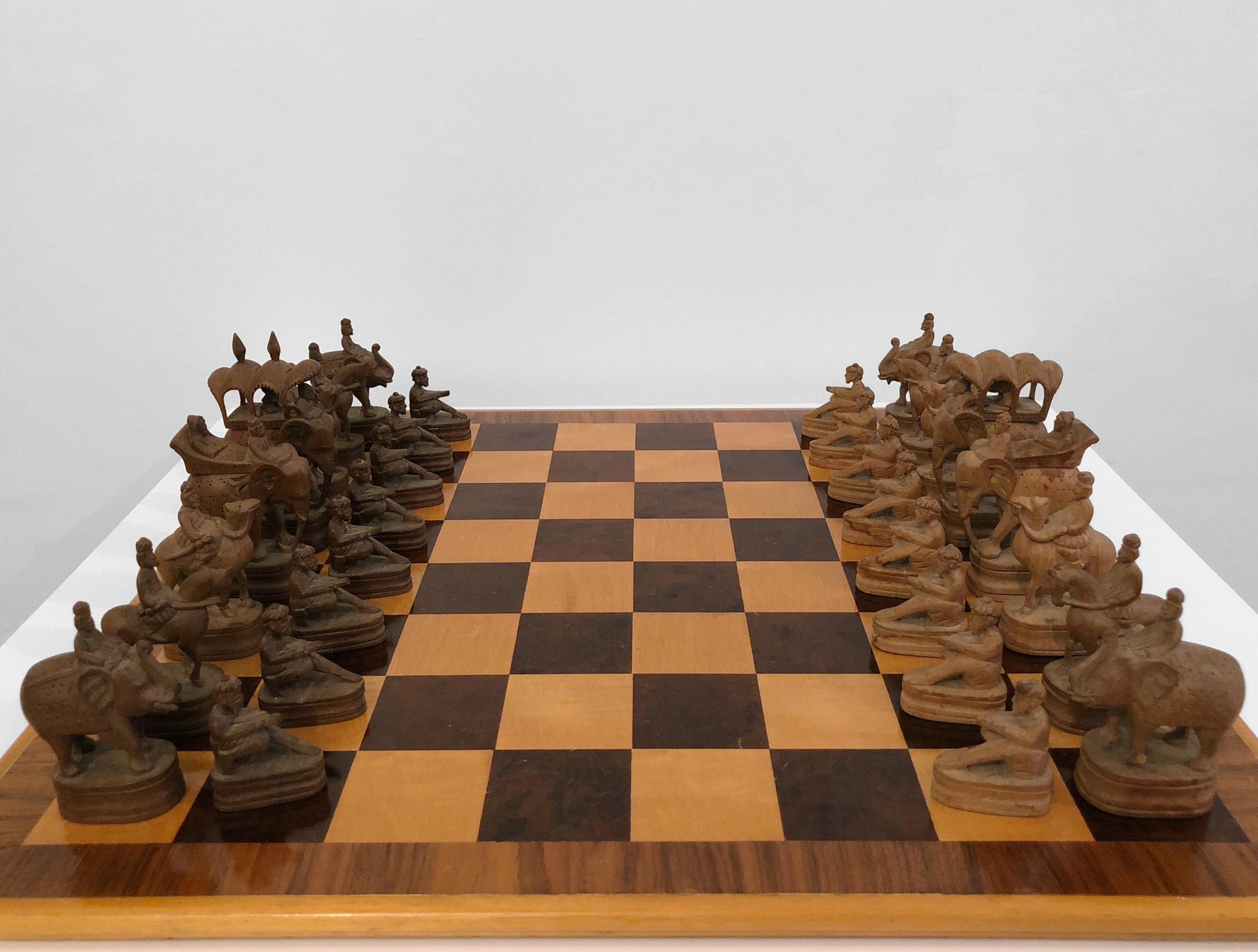
Bộ cờ shatranj Bắc Ấn Độ

## Các môn cờ khác theo khu vực

### Trung Quốc
|  |  |
|  |  |
|  |  |

### Nhật Bản
|  |  |
|  |  |

### Campuchia - Malaysia - Thái Lan
|  |
|  |

### Việt Nam
|  |  |
|  |  |
|  |  |

### Bắc Triều Tiên - Hàn Quốc
|  |
|  |

### Myanmar
|  |
|  |